# Mjälnäs sumpskog
Mjälnäs sumpskog este o arie protejată (arie specială de conservare — SAC, sit de importanță comunitară — SCI) din Suedia întinsă pe o suprafață de 3,1 ha, integral pe uscat.

## Localizare
Centrul sitului Mjälnäs sumpskog este situat la coordonatele 58°48′21″N 16°13′12″E / 58.8059°N 16.2201°E.

## Înființare
Situl Mjälnäs sumpskog a fost declarat sit de importanță comunitară în iulie 2000 pentru a proteja un număr necunoscut de specii din flora spontană și fauna sălbatică aflate în arealul zonei. Situl a fost protejat și ca arie specială de conservare în martie 2011.

## Biodiversitate
Situată în ecoregiunea boreală, aria protejată conține 2 habitate naturale: Păduri caducifoliate de mlaștină fino-scandinave, Taiga vestică.
La baza desemnării sitului se află un număr nedeclarat de specii protejate.